# ルイーゼ・ライナー
ルイーゼ・ライナー（Luise Rainer、1910年1月12日 - 2014年12月30日）は、ドイツの女優。

## 来歴
デュッセルドルフにてユダヤ人の両親の間に生まれる。ウィーンに移り、1928年に舞台女優としてキャリアを始める。1930年代初期に3つのドイツ映画に出演後、25歳の時にアメリカ合衆国に移住。
1935年にMGMと契約し、グレタ・ガルボの対抗馬として売り出された。
1936年公開の『巨星ジーグフェルド』と翌1937年公開の『大地』（パール・S・バック原作）で2年連続してアカデミー主演女優賞を受賞（第9回、第10回）。2年連続でアカデミー賞の演技部門を受賞した最初の人物となる。また、ユダヤ系ドイツ人女優として、実在の人物を演じての受賞者は彼女が最初である。しかし、フランス人歌手役であった『巨星ジーグフェルド』、ドイツ訛りのひどい『大地』と2年連続しての受賞は「オスカー史の謎」とされている。アカデミー会員が、対抗馬の女優たちの受賞を嫌がったためとも言われるが、真相ははっきりしない。ライナー本人も連続受賞の重責から姿を消し、一時は消息不明となっている。ルエラ・パーソンズはそんなライナーを「オスカーの呪い（オスカー・カース）」と呼んだ。
私生活では二度結婚しており、子供が一人いる。晩年はヴィヴィアン・リーが所有していたロンドンのアパートで暮らしていた。
ハリウッド・ウォーク・オブ・フェームに名前が刻まれている。
1998年開催の第70回アカデミー賞授賞式と2003年開催の第75回アカデミー賞授賞式（日本映画『千と千尋の神隠し』がアカデミー長編アニメ映画賞を受賞した年）に出席し、過去のオスカー受賞者として舞台に登場した。
2011年9月5日、ドイツの首都ベルリンにある「ハリウッド・ウォーク・オブ・フェーム」のドイツ版「Boulevard der Stars（スター通り）」に彼女の名前が刻まれた星形のプレートが設置され、101歳の彼女も車椅子だが設置式典に出席し、健在ぶりをアピールした。
晩年はロンドンで暮らしていたが、2014年12月30日に肺炎で死去した。104歳没。

## 主な出演作品
| 公開年 | 邦題 原題                             | 役名                       | 備考                                    |
| ------ | ------------------------------------- | -------------------------- | --------------------------------------- |
| 1936   | 巨星ジーグフェルド The Great Ziegfeld | アンナ・ヘルド             | アカデミー主演女優賞 受賞               |
| 1937   | 大地 The Good Earth                   | 阿藍                       | アカデミー主演女優賞 受賞               |
| 1937   | 大都会 Big City                       | アンナ・ベントン           |                                         |
| 1938   | グレート・ワルツ The Great Waltz      | Poldi Vogelhuber           |                                         |
| 1943   | 決死のD－1計画 Hostages               | ミランダ・プレシンジャー   |                                         |
| 1965   | コンバット! Combat!                   | デ・ロイ伯爵夫人           | テレビシリーズ、1エピソードにゲスト出演 |
| 1984   | ラブ・ボート The Love Boat            | ドロシー・フィールディング | テレビシリーズ、1エピソードにゲスト出演 |

## 参照
1. ↑  Brown, Mike (2009年10月22日). “Actress Luise Rainer on the glamour and grit of Hollywood's golden era”. The Daily Telegraph 2009年10月22日閲覧。
2. ↑  Brenman-Gibson, Margaret. Clifford Odets, Applause Books (2002)
3. ↑  Monush, Barry. Encyclopedia of Hollywood Film Actors, Hal Leonard Corp. (2003) p. 618
4. ↑  The 9th Academy Awards　-　1937年3月4日開催。彼女の主演女優賞の動画と写真あり。
5. ↑  The 10th Academy Awards　-　1938年3月10日開催。彼女の主演女優賞の写真あり。
6. ↑  BBC, Radio 4, Today programme, 23 February 2011
7. ↑  Luise Rainer in Berlin, 05 Sept 2011　-　YouTubeより2011年9月5日のBoulevard der Starsプレート設置式典動画。ベルリン市長のクラウス・ヴォーヴェライトと。
8. ↑  Boulevard Der Stars Berlin (Luise Rainer) 　-　zimbio picturesより2011年9月5日のBoulevard der Starsプレート設置式典写真。以下、7の文と同じ。
9. ↑  Luise Rainer, Hollywood golden era Oscar winner, dies aged 104
10. ↑  ドイツの女優、L・ライナーさん死去 アカデミー賞を史上初めて連続受賞 サンケイスポーツ 2014年12月31日閲覧